# Gy-en-Sologne
Gy-en-Sologne település Franciaországban, Loir-et-Cher megyében. Lakosainak száma 496 fő (2022. január 1.). Gy-en-Sologne Billy, Lassay-sur-Croisne, Mur-de-Sologne, Pruniers-en-Sologne és Rougeou községekkel határos.

## Népesség
A település népességének változása:
| Lakosok száma | 513  | 444  | 419  | 513  | 510  | 505  | 499  | 496  | 495  | 496  |
|               | 1968 | 1982 | 1990 | 2006 | 2013 | 2015 | 2017 | 2019 | 2020 | 2022 |